# 天皇盃全国都道府県対抗男子駅伝競走大会
天皇盃 全国都道府県対抗男子駅伝競走大会（てんのうはい ぜんこくとどうふけんたいこうだんしえきでんきょうそうたいかい）は、毎年1月の第3日曜日（正月3が日に日曜日が重なった場合は1月の第4日曜日）に広島県の広島市～廿日市市で開催される男子の駅伝大会。略称は「全国男子駅伝」、愛称は「ひろしま男子駅伝」。日本陸上競技連盟主催。

## 概要
京都新聞社主催による全国都道府県対抗女子駅伝競走大会が1992年（平成4年）の第10回大会を終えた際に、青木半治日本陸連会長が、「男子でも同様の大会をできないだろうか」と帖佐寛章陸連副会長に検討を指示。男子はロードレース、駅伝過多で充電期間が少なく、新たに全国大会が増えれば強化育成に問題をきたすことから、既成の大会を中止して新大会を誕生させるという方法が取られることになった。ここで候補に挙がったのが中国駅伝で、同大会は"駅伝のメッカ"である広島県で開催される大会で、箱根駅伝に次いで日本で2番目に古い駅伝であったが、主催の中国新聞社、広島陸協は、苦渋、苦難の選択により要請を受け入れた。1931年（昭和6年）以来、62回続いた中国駅伝を中止したため、非難の声も渦巻いた。こうして1996年（平成8年）に"改革駅伝"として「全国都道府県対抗男子駅伝競走大会」がスタート。NHKも加わり、地元広島放送局を制作局として、放送業務を担うこととした。
広島市中区の平和記念公園前にスタート・フィニッシュ地点を設定。スターターを広島県知事が務めている。コースは平和大通りから宮島街道を西進し、宮島口を通過後廿日市市（旧・大野町）のJR前空駅東側を折り返し、最後に広島市街地を1周するもので、総距離48kmを7人でつなぐ。
女子大会と2週連続で開催されるように日程を設定。例年は、本大会の翌週に大阪国際女子マラソン、翌々週に別府大分毎日マラソンと、4週連続で日曜日に大きなロードレース大会が実施されている。2021年（令和3年）にも1月24日に2020年度（第26回）大会の開催を予定していたが、前年（2020年）の大会直後から日本国内で新型コロナウイルス（COVID-19）感染症が流行している影響で、女子大会と共に中止された。2022年には、COVID-19感染の再拡大を背景に広島県がまん延防止等重点措置を適用したことを受けて、1月23日に予定されていた男子大会のみ中止。
本大会の優勝チーム（県）には天皇盃（2010年以降）が賜與される他、中国新聞優勝旗、日本陸連会長杯、NHK杯、文部科学大臣杯、駐日チェコ共和国大使杯（2023年以降）が授与される。
最多優勝は、長野県の11回である。

### 大会運営について
名称
天皇盃 全国都道府県対抗男子駅伝競走大会
趣旨
47都道府県の参加を得て、日本男子陸上競技の中・長距離選手の強化育成と競技の普及を目的とする
主催
公益財団法人日本陸上競技連盟
共催
中国新聞社
NHK
主管
一般財団法人広島陸上競技協会
後援
スポーツ庁・広島県・広島市・廿日市市・公益財団法人広島県スポーツ協会・公益財団法人広島市スポーツ協会・広島市学区体育団体連合会・広島県教育委員会・広島市教育委員会・廿日市市教育委員会・公益財団法人久保スポーツ振興基金・中国放送(RCC)
特別協賛
大創産業（2015年から）
協賛
青山商事（『洋服の青山』名義、2024年から）
特別協力
ミズノ（2018年まで、2025年以降）
デサント（2019年から2024年まで）
協力
シチズン時計・マツダ・中国電力・フジタ・三井不動産グループ・日税グループ・コカ・コーラボトラーズジャパン

### 備考
- 民放のRCCが後援に入っているのは、前身の「中国駅伝」の名残である。なお、「中国駅伝」時代はテレビ・ラジオ（いずれも広島ローカル）の双方で放送していたが、本大会における自社中継はラジオのみである。
- RCCのラジオ中継は2009年までは「ロームスポーツスペシャル」として放送してきたが、ロームが大会筆頭スポンサーから撤退した2010年 - 2014年は冠スポンサーなし（2010年はアダプトゲン製薬が1回限りながら提供、2011年からはジャパネットたかたが、2012年からは大会公式車両提供社のマツダが、また同年に「1本満足バー」が提供に参加）。2015年から広島県に本社を置く100円ショップ最大手の大創産業（ダイソー）が冠スポンサー（ダイソースポーツスペシャル）を担当。
- テレビはNHK総合テレビが、ラジオはRCCがJRN系列（一部非加盟局でも放送…後述）で全国放送を担当。
  - NHKでテレビ中継される他の駅伝中継がラジオでもサイマル放送されているのに対し、ここではNHKで放送されるのはテレビのみであるため、民放ラジオで全国ネットで放送される措置を取っている。
- 当該チームのナンバーカードは上部に「DAISO」（大創産業、2019年までは「The ダイソー」）表示）、下部に「洋服の青山」が全チーム共通で表示されている。
  - 第20回 - 第24回大会では各都道府県チームごとに地元にゆかりのある企業による「ふるさとスポンサー」の制度があり、ふるさとスポンサーに参加している企業がある場合は当該チームのナンバーカード下部に参加企業名が表示されていた。その後、第25回 - 第28回大会では、ナンバーカード下部に「○○県民共済」（都道府県民共済、○○には当該チームの都道府県を表示）[注 3]が全チーム共通で表示されていた。
- 2015年以前の過去の特別協賛社はコカ・コーラ（1996年）→NTTドコモ（1997年 - 1998年）→ローム（1999年 - 2009年）→NTTデータ（2010年 - 2013年）→日本化成（2014年）である。なお、このうちコカ・コーラは2015年以降大会協賛社の一社となった。
- 第1回から一貫してマツダが大会公式車両を提供している。他には防府読売マラソンにも提供している。かつては、福岡国際マラソン、びわ湖毎日マラソン、全国高校駅伝、全日本大学駅伝、東日本縦断駅伝、別府大分毎日マラソンや1985年のワールドカップマラソン広島大会[4][5]、1994年の広島アジア大会にも提供していた。
- 広島市内では本大会開設以前にも1985年4月に先述の第1回IAAFワールドカップマラソン広島大会（テレビ中継：女子=テレビ朝日と広島ホームテレビの共同制作、男子=フジテレビ制作著作、テレビ新広島制作協力、ラジオ中継:男女ともに ニッポン放送と中国放送の共同制作）、翌1986年11月に第1回IAAFワールド・チャレンジ・ロードリレーin広島（世界初のIAAF主催国際駅伝大会、テレビ中継：フジテレビ制作著作・テレビ新広島制作協力、ラジオ中継：ニッポン放送と中国放送の共同制作[注 4][注 5]）の、いずれも男女共催のロードレース大会が開催されたが、両大会ともその1回限りで終了している[注 6]。このほか、毎年滋賀県で開催されていたびわ湖毎日マラソンでも1994年の第49回大会では広島アジア大会のマラソンコースを使って「毎日国際マラソン」の名称で行われた。

## 出場資格
原則として、選手は「日本陸上競技連盟の登記登録者」かつ「日本国籍を有する男子競技者であること」となっている。ただし外国籍競技者であっても、日本で生まれ、引き続き生活拠点を日本国内としている場合は出場できる。
出場チームは原則として、現在登録している陸上競技協会（陸協）の都道府県チームからとなる（おおむね下記）。
- 中学生・高校生 ： 所属する学校の所在地
- 大学生 ： 「出身高等学校の所在地」「大学所在地」「居住地」のいずれか（陸協登録時に選択可）
- 社会人 ： 実業団やクラブ等に加入している場合はその本拠地。個人登録の場合は「本籍地」「居住地」「勤務地」のいずれか（陸協登録時に選択可）

### ふるさと競技者制度
本大会（及び全国女子駅伝）独自の特徴的な制度として、郷土色の濃いレースを演出するための『ふるさと競技者制度』が導入されている。社会人・大学生選手は、出身高等学校または出身中学校の所在都道府県から当該年の登録にかかわらず特別に出場することができるという制度であり、これにより社会人・大学生選手は生まれ育った都道府県からもおおむね出場可能となっている。
導入後に何度か適用基準が見直されており、第13回大会（2008年）から各競技者の適用回数上限（4回）が撤廃されたほか、選手の出身中学校と出身高等学校の所在都道府県が異なる場合、出身高校所在地からの出場に限定されていたものが、第15回大会（2010年）以降は出身中学校所在地からの出場も選択可能となった。また、現在は適用年齢制限なし、適用区間は各チーム1区間までとなっている。
本制度は結果的に有力競技者が特定都道府県だけに集まり、日本全体での競技レベル向上には必ずしもつながらないという反省から生まれたものでもある。この点については箱根駅伝が抱える問題の項も参照。

### チーム編成
チームは監督1名、コーチ2名、選手10名の合計13名。競技者にはジュニアA選手が3名以上、ジュニアB選手が2名以上含まれていなければならない。
- ジュニアA競技者：その年の高校1年生から3年生に該当する年齢の競技者
- ジュニアB競技者：その年の中学2年生または3年生に該当する年齢の競技者（すなわち、中学1年生は出場不可）

## コースとその特徴
広島市平和記念公園前を出発、平和大通り・宮島街道を西進し、JR前空駅東を折り返し、平和大通り・城南通りを経由、広島市平和記念公園前を決勝とする7区間、48.0 km。
女子大会とは異なり、各区間毎に起用できる選手の年齢区分が固定されている。2・6区はジュニアB選手を、1・4・5区は高校生を必ずエントリーしていなければならない。このため1区に実業団選手や大学生を配置したりするなどといった戦略をとることはできず、オーダーの自由度は女子大会よりも低めで、その点では戦略の幅は女子大会より小さめといえる。
高校生が全48kmの内、20.5kmを担当するので若手の層の厚さが重要視される。
1区・7.0 km・ジュニアA（高校生）
- 広島平和記念公園前→（平和大通り）→（西広島駅前交差点）→宮島街道→（西広島バイパス入口交差点）→（国道2号/宮島街道）→広島電鉄井口駅東
  - 第1回（1996年）から第4回大会（1999年）までは広島スタジアムがスタート地点だったが、第5回大会（2000年）から現在の平和記念公園発着のコースに変更した。
  - コースは平和大通りと宮島街道の2つの通りを通る。割り合いは大通りが40%、宮島街道が60%である。
  - 平和大通りを西に向かって約2.3km進み、広電西広島駅前を左折して宮島街道に入る。そこから南下しさらに庚午三叉路交差点を道なりに右折。
  - 約5km地点の宅配ピザ・ショップあたりから駆け引き、草津沼田道路高架下あたりからスパート。

2区・3.0 km・ジュニアB（中学生）
- 広島電鉄井口駅→海老園交差点
  - 3kmと短いながらも一般の第3区へ重要視される区間
  - コースは八幡川橋の3mのアップダウンを除いておおむねフラットといえる

3区・8.5 km・一般
- 海老園交差点→（宮島街道）→（宮島競艇場前）→（宮島口駅前交差点）→（宮島口通り）→宮島口ロータリー
  - 例年、順位変動が激しい区間
  - 4.5km付近（西広島バイパスランプ）前後で約12mの高低差がある。
  - 中継所手前で宮島街道から宮島口通りへと左折、宮島口フェリー乗り場に近づき、広電宮島口駅前の別名「杓文字コーナー」とも言われるヘアピンコーナーを回ってたすきを渡す。

4区・5.0 km・ジュニアA（高校生）
- 宮島口ロータリー→（宮島口通り）→（宮島口駅前交差点）→（宮島街道）→JR前空駅東（折り返し）→JR阿品駅南
  - 宮島口通りから宮島街道へ戻り再び西進、1.7km地点の廿日市市大野のJR前空駅東（中国電力旧大野研修所前・現在のウォンツ大野早時店前）で折り返し。(下の写真)
  - 折り返し後は宮島街道を東進し、宮島口駅前交差点を通り過ぎて阿品駅南が中継点。

5区・8.5 km・ジュニアA（高校生）
- JR阿品駅南→広島工業大学高校前
  - 高校生最長の8.5 km。
  - 「5区で首位になったチームが優勝する」と言われる。実際、コース変更後の第5回大会（2000年）以降の優勝チームは第10回大会（2005年）の長野・第15回大会（2010年）の兵庫・第16回大会（2011年）の栃木・第17回大会の兵庫（2012年）以外全て5区から6区へのたすきリレーをトップで通過している（第10回大会（2005年）は宮城がトップで通過したが、7区で逆転されて3位）。特に第5回（2000年）の鹿児島・第8回（2003年）の福岡・第9回（2004年）と第11回（2006年）と第14回（2009年）の長野は5区で逆転して1位になり、そのまま優勝している。
  - 全体の中間点(24 km)はこの5区の出だし・500m地点となる。3区同様のアップダウンがある。

6区・3.0 km・ジュニアB（中学生）
- 広島工業大学高校前→草津橋
  - 一般の最終7区につなぐ中学生区間。

7区・13.0 km・一般
- 草津橋→広島平和記念公園前→（田中町交差点）→（駅前大橋南詰交差点）→（中広町2丁目21番交差点）→（西観音町電停東交差点）→広島平和記念公園前　
  - 全区間で最長の13kmの一般区間。
  - 草津橋から宮島街道を北上。平和大通りに帰って来た後にフィニッシュの平和記念公園前を一度通過して広島市内を平和大通り・駅前通り・城南通り・中広通りと反時計回りにぐるりと1周してフィニッシュするコース。
  - 橋を合計10回渡るため、細かいアップダウンの連続でペースを乱す選手も多い。
  - 広島市内周回コースは平和大通り、駅前、城南、中広の4つの通りで構成される。
  - 第1回大会（1996年）の広島、第2回大会（1997年）の京都、第4回大会（1999年）の兵庫、第10回大会（2005年）の長野、第15回大会（2010年）の兵庫、第16回大会（2011年）の栃木、第17回大会（2012年）の兵庫、第19回大会（2014年）の長野、第24回（2019年）の福島と、この区間での逆転で優勝が多いことから駅伝ファン等からは俗に「逆転の7区」とも言われる。

## テレビ・ラジオの中継

### テレビ中継
NHKが総合テレビ（NHKプラスと同時）とNHKワールド・プレミアムにて生放送する。ハイビジョン制作（アナログ総合テレビとNHKワールド・プレミアムは、2006年と2011年以降は16:9のレターボックス形式で、2007年から2010年までは14:9の画像サイズでそれぞれ放送）。かつては衛星ハイビジョン（BShi）でも放送されていた。
解説は第1回から第20回（2015年）までは宗茂（九州保健福祉大学客員教授・旭化成陸上部顧問）、第21回（2016年）からは尾方剛（広島経済大学陸上競技部監督）が担当。また2025年は、元日本大学・日本電気陸上競技部選手で、高知県立高知工業高等学校時代に本大会に出場した経験がある和田正人（俳優）がゲストとして出演。　
なお、広島県内向けには事前告知番組として、関連イベントとして行われている「駅伝ふるさとひろば」の様子を伝える『がんばれ!ふるさとランナー〜駅伝ふるさとひろばから〜』がレース前日の土曜日昼に放送される。2010年までは当日（日曜日）の18時台に大会のダイジェスト番組（『NHK海外ネットワーク』との差し替えで、同番組は中国地方では放送休止）も中国地方向けに放送していたが、同時刻の番組が『MUSIC JAPAN』に替わった2011年からは広島県のみの放送に縮小された（『MUSIC JAPAN』はその週の土曜日に6日遅れで振り替え放送）。その後、2013年度に『MUSIC JAPAN』が枠移動し、再び『NHK海外ネットワーク』に戻り、同番組の終了後『これでわかった! 世界のいま』を放送するようになった後も、差し替えによるハイライト番組の放送は広島県のみのままであった。2019年度はハイライト番組の制作・放送を行わず『これでわかった! 世界のいま』を通常通り放送している。
いずれも駅伝中継を含めてNHK広島放送局制作（ただしメイン実況担当アナウンサーは大阪局から派遣されるケースがある）。
中止の決定が遅かった2022年は、事前に1月23日の放送枠を確保していたことから、急遽『あなたが主役 50ボイス』の2022年1月3日放送分（後述の番組に関連）とNHK大河ドラマ『鎌倉殿の13人』の第1話・第2話の再放送を編成した。
2024年の第29回大会は能登半島地震に伴う非常放送体制に伴い、テレビ放送では一部時間帯でマルチ編成を行い、サブチャンネルにて放送した。

### ラジオ中継
中国放送（RCC）をキーステーションにJRN系列全国38局にネットする（NRN系列とのクロスネット局を含む。JRN系列局が複数ある大阪エリアはMBSラジオにネット）。特別協賛社の冠「○○スポーツスペシャル」を付けるとともに、その特別協賛社や大会協力社のマツダなどの複数協賛制である。また、NRN系列単独加盟のLuckyFM茨城放送・栃木放送・KBS京都の他、独立局の岐阜放送（ぎふチャン）・ラジオ関西にもネットする。
- 2014年以降のメインは、実況を一柳信行（中国放送アナウンサー）が担当し、解説を原晋（世羅高校OB、青山学院大学陸上競技部長距離ブロック監督）が担当する。2023年からは同局アナウンサーの石橋真が実況を担当する。
  - また、これまでメイン実況を担当した長谷川努（中国放送アナウンサー）は2013年では第1・第5中継所の実況を担当した。
  - またメイン実況者がCMに入る前に必ず○○スポーツスペシャル 天皇盃第×回全国男子駅伝実況中継、この放送は全国38局をネットして広島から生中継でお送りしていますと伝えてからCMに入る事になっている。
- 各中継所では、かつてはTBSラジオ[注 10]・毎日放送（現在のMBSラジオ）[注 11]・中部日本放送（現在のCBCラジオ）[注 12]のアナウンサーもリポーターを担当していたが、2008年以降は全てRCCのアナウンサーが担当している。
- 関東圏のTBSラジオでは中継中数回、CM後に交通情報が入る事があり、地元ランナーによるコメントが放送されず、実況の途中から始まる事がある。また、当番組や後述の代替特番がある場合、2020年までは12時台の番組は休止となり[注 13]、13:00からの『爆笑問題の日曜サンデー』（2009年以後）は中継終了後15:15から開始していた。中継の間に時報を跨ぐため、13時・14時・15時の時報スポンサーは代替措置として直後の『日曜サンデー』内でスポットとしてCMを流していた。2023年以降は、以前とは反対に12時台の番組を駅伝中継終了後15:15から本来の時間から変更して放送するなどの対応で『日曜サンデー』は休止となる。
- 普段15時台に中央競馬の実況中継を放送している青森放送[注 14]・ラジオ福島・新潟放送・長崎放送[8]（ラジオNIKKEI制作）、山梨放送（ラジオ日本制作）、MBSラジオ・西日本放送・山陰放送・中国放送・山口放送・宮崎放送（MBSラジオ制作）、CBCラジオ（原則MBSラジオ制作のネット受けだが中京競馬第3場開催時は自社制作）では、本番組がある場合は中継終了後15:15から開始する。2018年まで九州朝日放送で競馬中継[注 15]を放送していた福岡県では、2019年から本番組をネットしているRKB毎日放送に移行し[注 16]、他局同様15:15からとなる。
- ニッポン放送が一部のNRN系列局（独立局の岐阜放送を含む）向けに放送していた裏送り番組[注 17]もネット局全局でこの番組を放送していたため、該当週は放送休止となっていた[注 18]。
- NHKラジオ第1放送では放送しないため、当日はテレビと同時放送される『NHKのど自慢』は休止となり、2018年など『日曜バラエティー』を12:15からに拡大して放送することが多いが（2018年など）、2017年は『日曜バラエティー』も休止してNHK大河ドラマ『おんな城主 直虎』関連の特別番組『井伊ね! 直虎ジオ』を編成した。また2019・2020年は12:15 -13:00に『萩原健太のポップス・クロニクル』を編成して『日曜バラエティー』→『うたことば』を通常通りの放送枠とした。また2025年は12:15 -13:00に不定期放送番組『名曲ヒットパレード 1982年』を編成した。

#### 大会中止時の代替番組
RCCでは、新型コロナウイルス感染拡大の影響で本大会が中止された2020年度（2021年）と2021年度（2022年）に、大会中継の代替番組を全国38局ネット向けに制作した。中継と同じくダイソーが冠スポンサーに付いたうえで、中継を予定していた時間帯に、『ダイソースペシャル　原晋のふるさとおしゃべり駅伝』を同時生放送番組として編成している（パーソナリティ：原晋、アシスタント：田村友里＜RCCアナウンサー＞）。
- 2021年には、増田明美と森脇健児をゲストに迎えて、1月24日の12:00 - 14:00に編成した。一柳信行（RCCアナウンサー）が中継リポートを担当したほか、鶴崎修功がリスナーに向けてプレゼント付きのクイズを出題した[9]。
  - TBSラジオでは、「おしゃべり駅伝」同時ネット終了後の14:00から、例年の大会開催日と同じく『爆笑問題の日曜サンデー』の関東ローカル向け短縮生放送を実施した。『日曜サンデー』の通常ネット局（放送の時点では17局）のうち、RFC、KNB、YBS、FBC、CRK、WBS、RNB、OBS、MBCの9局では当番組を15:00までネット。それ以外の局では放送を休止した[注 19]。
- 2022年には、増田と徳本一善（この年に初めて箱根駅伝の本選へ出場した駿河台大学駅伝部の監督）をゲストに迎えて、1月23日の12:15 - 15:15に編成（12:00 - 12:15は『おしゃべり駅伝まもなくスタート』という前座番組として田村のみ出演）[10]。
  - 『まもなくスタート』は、TBS、YBS、CRK、OBS、MBC、HBC、TBC、ABS、LuckyFM、KBS、RNC、RKC、RKB、MRT、RBCの15局でのみ同時ネットを実施する。また、TBSが『日曜サンデー』の放送を完全に休止したため、同番組の通常ネット局（放送の時点では20局）でも『おしゃべり駅伝』の本編をフルネットで放送している。

## 大会テーマ曲
第3回大会（1998年）前に最初のテーマ曲「きっと翔べる」（作詞：小椋春平、作曲：大矢知華、歌：バッキー守岡）が製作される。第15回大会（2010年）からは「Rainbow」（作詞・作曲：岡野昭仁、編曲：ak.homma・ポルノグラフィティ、歌：ポルノグラフィティ）を使用している。放送では、NHK総合テレビ・RCCラジオの双方で使用されている。

## 交通
- スタート・ゴール地点の最寄り電停・駅は広島電鉄（路面電車）だと、原爆ドーム前電停・袋町電停及び中電前電停。アストラムラインは本通駅。

### JR広島駅から
1. 広島駅電停から広島電鉄の路面電車2号線宮島口ゆき・6号線江波（えば）ゆきに乗り、原爆ドーム前電停下車。南へ徒歩7分。また、広島電鉄の路面電車1号線広島港ゆきに乗り、袋町電停・中電前電停下車。西へ徒歩6分。
2. 平和大通りを経由するバスは駅伝開催時間中は迂回運行するので注意。

JR横川駅から
1. 横川駅電停から広島電鉄路面電車7号線広島港ゆきに乗り、袋町電停・中電前電停下車。西へ徒歩6分。

広島港から
1. 広島港電停から広島電鉄路面電車1号線広島駅ゆき・7号線横川駅ゆきに乗り、中電前電停・袋町電停下車。

高速バス・郊外バス
1. 広島バスセンターより徒歩10分。

自家用車で行く場合
1. 国道2号で、福山・東広島方面からは広島駅を、岩国・廿日市方面からは西広島駅を目指して進み、そこを基点に平和大通り方面へ。ただし、駅伝中は平和大通りを始めとした周辺道路で交通規制あり。
2. 山陽自動車道からは、広島ICより国道54号を南へ広島城あるいは基町クレドへ向け進む。